# A daliás Ivandoe herceg kalandjai
A daliás Ivandoe herceg kalandjai (eredeti cím: The Heroic Quest Of The Valiant Prince Ivandoe) 2017-től vetített dán–brit számítógépes animációs kalandsorozat, amit Eva Lee Wallberg és Christian Bøving-Andersen alkotott és rendezett.
Dániában 2017. november 20-án, míg Magyarországon a Cartoon Network mutatta be 2018. január 22-én.

## Cselekmény
A sorozat egy fiatal szarvas meséje, aki élete legnagyobb kalandjára indul. Ivandoe, az erdő hercegi posztjának várományosa, akinek tettvágyánál csak önbizalma nagyobb. Meggyőződése, hogy ő a legbátrabb, legnemesebb és legdaliásabb harcos herceg, akit valaha látott az erdő! Valójában azonban egy csetlő-botló, kétbalkezes ‘kölyök’, akinek még van mit tanulnia.

## Szereplők
| Szereplő        | Eredeti hang                                      | Magyar hang                                         |
| --------------- | ------------------------------------------------- | --------------------------------------------------- |
| Ivandoe         | Rasmus Hardiker Laus Høybye (1 rész)              | Előd Álmos (rövidfilm) Pálmai Szabolcs (sorozat)    |
| Bert            | Rasmus Hardiker (rövidfilm) Freddie Fox (sorozat) | Elek Ferenc (rövidfilm) Szokol Péter (sorozat)      |
| Béka            | Hugo Harrold-Harrison                             | Láng Balázs                                         |
| Muffin, a pudli | Steve Furst                                       | Pál András (rövidfilm)Papucsek Vilmos (sorozat)     |
| Hattyú          | Alex Jordan                                       | Dolmány Attila (rövidfilm) Fekete Zoltán (sorozat)  |
| Toby            | Alex Jordan                                       | Seszták Szabolcs                                    |
| Gnómok          | Alex Jordan                                       | Seder Gábor                                         |
| Gnómok          | Dustin Demri-Burns                                | Pál Tamás (rövidfilm) Seszták Szabolcs (sorozat)    |
| Gnómok          | Christian Bøving-Andersen                         | Kisfalusi Lehel (rövidfilm) Juhász Zoltán (sorozat) |
| Hegy            | Brian Blessed                                     | Kertész Péter                                       |
| Axalodil        | Rob Rackstraw                                     | Kassai Károly (rövidfilm) Faragó András (sorozat)   |
| Syllabob        | Rob Rackstraw                                     | Vadász Bea                                          |
| Jezebel         | Laura Aikman                                      | Kokas Piroska                                       |
| Trutyi          |                                                   | Berkes Boglárka                                     |
| Nagy Trutyi     |                                                   | Kisfalusi Lehel                                     |
| Hansi           |                                                   | Kapácsy Miklós                                      |
| Borz            |                                                   | Tarr Judit                                          |
| Fritzi          |                                                   | Végh Péter                                          |
| Ivandoe apja    |                                                   | Köszegi Ákos                                        |
| Ivandoe anyja   |                                                   | Ősi Ildikó                                          |

### Magyar változat
A szinkront a Turner Broadcasting System megbízásából a rövidfilmeket az SDI Media Hungary, a sorozatot a Direct Dub Studios készítette.
- Felolvasó: Endrédi Máté (Rövidfilm), Bordi András (sorozat)
- Főcímdal: Nagy Dániel Viktor
- Magyar szöveg: Pintér Zsófia (rövidfilm), Borsos Dávid (sorozat)
- Hangmérnök: Policza Imre
- Vágó: Pilipár Éva
- Gyártásvezető: Molnár Melinda
- Szinkronrendező: Járai Kíra (rövidfilm), Joó Gábor (sorozat)
- Produkciós vezető: Varga Fruzsina
- További magyar hangok: Kapácsy Miklós, Andrádi Zsanett, Seder Gábor, Forgács Gábor, Csuha Lajos, Kossuth Gábor, Megyeri János, Gubányi György István

## Epizódok

### Rövidfilm
| #   | Eredeti cím                        | Magyar cím      | Író                                                         | Eredeti bemutató   | Magyar bemutató   |
| --- | ---------------------------------- | --------------- | ----------------------------------------------------------- | ------------------ | ----------------- |
| 1.  | The Prince and the Sassy Gnomes    | Pimasz gnómok   | Christian Bøving-Andersen, Eva Lee Wallberg, Daniel Lennard | 2017. november 20. | 2018. április 3.  |
| 2.  | The Prince and the Hissy Swan      | A hősies hattyú | Christian Bøving-Andersen, Eva Lee Wallberg, Daniel Lennard | 2017. november 20. | 2018. január 22.  |
| 3.  | The Prince and the Kissy Frog      | A békakirályfi  | Christian Bøving-Andersen, Eva Lee Wallberg, Daniel Lennard | 2017. november 21. | 2018. január 23.  |
| 4.  | The Prince and the Thieftress      | Tolvajok        | Christian Bøving-Andersen, Eva Lee Wallberg, Daniel Lennard | 2017. november 21. | 2018. január 24.  |
| 5.  | The Prince and the Pretty Poodle   | A pudli         | Christian Bøving-Andersen, Eva Lee Wallberg, Daniel Lennard | 2017. november 22. | 2018. január 25.  |
| 6.  | The Prince and the Raspberry Fairy | Babázás         | Christian Bøving-Andersen, Eva Lee Wallberg, Daniel Lennard | 2017. november 22. | 2018. január 26.  |
| 7.  | The Prince and the Plucky Duck     | A kacsa apród   | Christian Bøving-Andersen, Eva Lee Wallberg, Daniel Lennard | 2017. november 23. | 2018. január 29.  |
| 8.  | The Prince and the Talking Tree    | A beszélő fa    | Christian Bøving-Andersen, Eva Lee Wallberg, Daniel Lennard | 2017. november 23. | 2018. január 30.  |
| 9.  | The Prince and the Moany Mountain  | A hegy          | Christian Bøving-Andersen, Eva Lee Wallberg, Daniel Lennard | 2017. november 24. | 2018. január 31.  |
| 10. | The Prince and the Prom-Date       | Tavi szörnyek   | Christian Bøving-Andersen, Eva Lee Wallberg, Daniel Lennard | 2017. november 24. | Nem került adásba |

### 1. évad
| #   | #   | Eredeti cím                              | Magyar cím                    | Írta                                                                              | Eredeti premier     | Magyar premier     |
| --- | --- | ---------------------------------------- | ----------------------------- | --------------------------------------------------------------------------------- | ------------------- | ------------------ |
| 1.  | 1.  | The Prince and the Valiant Quest         | A daliás küldetés             | Christian Bøving-Andersen, Eva Lee Wallberg és Daniel Lennard                     | 2022. december 5.   | 2023. május 13.    |
| 2.  | 2.  | The Prince and the Chicken of Doom       | A végzet csirkéje             | Christian Bøving-Andersen, Eva Lee Wallberg és Daniel Lennard                     | 2022. december 5.   | 2023. május 13.    |
| 3.  | 3.  | The Prince and the Sing Songy Stag       | A dalos kedvű szarvas         | Christian Bøving-Andersen, Eva Lee Wallberg és Daniel Lennard                     | 2022. december 6.   | 2023. május 13.    |
| 4.  | 4.  | The Prince and the Tears of Triumph      | A győzelem könnyei            | Christian Bøving-Andersen, Eva Lee Wallberg és Daniel Lennard                     | 2022. december 6.   | 2023. május 13.    |
| 5.  | 5.  | The Prince and the Turnip Tricksters     | A répás csalók                | Christian Bøving-Andersen, Eva Lee Wallberg és Daniel Lennard                     | 2022. december 7.   | 2023. május 13.    |
| 6.  | 6.  | The Prince and the Swoony Swanstress     | Az öntelt hattyú              | Christian Bøving-Andersen, Eva Lee Wallberg és Daniel Lennard                     | 2022. december 7.   | 2023. május 13.    |
| 7.  | 7.  | The Prince and the Feather Fluffer-Upper | A faroktollborzoló            | Christian Bøving-Andersen, Eva Lee Wallberg és Daniel Lennard                     | 2022. december 12.  | 2023. május 13.    |
| 8.  | 8.  | The Prince and the Feather Fluffer-Upper | A faroktollborzoló            | Christian Bøving-Andersen, Eva Lee Wallberg és Daniel Lennard                     | 2022. december 12.  | 2023. május 13.    |
| 9.  | 9.  | The Prince and the Feast of Fopdoodles   | Az Együgyűek Lakomája         | Christian Bøving-Andersen, Eva Lee Wallberg és Daniel Lennard                     | 2022. december 13.  | 2023. május 14.    |
| 10. | 10. | The Prince and the Boasty Boar           | A kérkedő vadkan              | Christian Bøving-Andersen, Eva Lee Wallberg, Daniel Lennard és Stephen M. Collins | 2022. december 13.  | 2023. május 14.    |
| 11. | 11. | The Prince and the Blobby Princess       | Pacácska hercegnő             | Christian Bøving-Andersen, Eva Lee Wallberg, Daniel Lennard és Stephen M. Collins | 2022. december 14.  | 2023. május 14.    |
| 12. | 12. | The Prince and the Wise Wizard of Wisdom | A bölcsesség bölcs varázslója | Christian Bøving-Andersen, Eva Lee Wallberg, Daniel Lennard és Stephen M. Collins | 2022. december 14.  | 2023. május 14.    |
| 13. | 13. | The Prince and the Squeak of Obedience   | A szófogadás labdája          | Christian Bøving-Andersen, Eva Lee Wallberg, Daniel Lennard és Stephen M. Collins | 2022. december 15.  | 2023. május 14.    |
| 14. | 14. | The Prince and the Princenappers         | A hercegrablók                | Christian Bøving-Andersen, Eva Lee Wallberg, Daniel Lennard és Stephen M. Collins | 2022. december 16.  | 2023. május 14.    |
| 15. | 15. | The Prince and the Playdate              | A játszótárs                  | Christian Bøving-Andersen, Eva Lee Wallberg, Daniel Lennard és Stephen M. Collins | 2022. december 15.  | 2023. május 14.    |
| 16. | 16. | The Prince and the Playdate              | A játszótárs                  | Christian Bøving-Andersen, Eva Lee Wallberg, Daniel Lennard és Stephen M. Collins | 2022. december 15.  | 2023. május 14.    |
| 17. | 17. | The Prince and the Legendary Rabbit Hood | A legendás Robin Nyúl         | Christian Bøving-Andersen, Eva Lee Wallberg, Daniel Lennard és Sarah Courtauld    | 2023. augusztus 23. | 2023. augusztus 5. |
| 18. | 18. | The Prince and the Yucky Duckling        | A legrútabb kiskacsa          | Christian Bøving-Andersen, Eva Lee Wallberg, Daniel Lennard és Mikkel Sommer      | 2023. augusztus 24. | 2023. augusztus 5. |
| 19. | 19. | The Prince and the Unruly Royal          | A rakoncátlan úrfi            | Christian Bøving-Andersen, Eva Lee Wallberg, Daniel Lennard és Stephen M. Collins | 2023. augusztus 25. | 2023. augusztus 5. |
| 20. | 20. | The Prince and the Show-Off Stallion     | A nagyképű csődör             | Christian Bøving-Andersen, Eva Lee Wallberg, Daniel Lennard és James Mcnicholas   | 2023. augusztus 26. | 2023. augusztus 5. |
| 21. | 21. | The Prince and the Dark Lord Of Moletown | Vakondváros sötét ura         | Christian Bøving-Andersen, Eva Lee Wallberg és Daniel Lennard                     | 2023. augusztus 27. | 2023. augusztus 5. |
| 22. | 22. | The Prince and the Squire-Off            | Az apródtorna                 | Christian Bøving-Andersen, Eva Lee Wallberg, Daniel Lennard és Stephen M. Collins | 2023. augusztus 28. | 2023. augusztus 5. |
| 23. | 23. | The Prince and the Kissy Curse           | A csókátok                    | Christian Bøving-Andersen, Eva Lee Wallberg éd Daniel Lennard                     | 2023. augusztus 29. | 2023. augusztus 5. |
| 24. | 24. | The Prince and the Nutty Wedding         | Az őrült nász                 | Christian Bøving-Andersen, Eva Lee Wallberg és Daniel Lennard és Sarah Courtauld  | 2023. augusztus 30. | 2023. augusztus 5. |
| 25. | 25. | The Prince and the Golden Father         | Az Aranytroll                 | Christian Bøving-Andersen, Eva Lee Wallberg és Daniel Lennard                     | 2023. október 2.    | 2023. október 9.   |
| 26. | 26. | The Prince and the Birthday Bluesies     | A születésnapi bú             | Christian Bøving-Andersen, Eva Lee Wallberg és Daniel Lennard                     | 2023. október 3.    | 2023. október 9.   |
| 27. | 27. | The Prince and the Chosen One            | A kiválasztott                | Christian Bøving-Andersen, Eva Lee Wallberg, Daniel Lennard és Kate Davies        | 2023. október 4.    | 2023. október 10.  |
| 28. | 28. | The Prince and the Tickly Torment        | A csiklandós kínok            | Christian Bøving-Andersen, Eva Lee Wallberg, Daniel Lennard és Sarah Courtauld    | 2023. október 5.    | 2023. október 10.  |
| 29. | 29. | The Prince and the Ducky Day             | A kacsanap                    | Christian Bøving-Andersen, Eva Lee Wallberg és Daniel Lennard                     | 2023. október 6.    | 2023. október 11.  |
| 30. | 30. | The Prince and the All-Alone Gnome       | A magányos gnóm               | Christian Bøving-Andersen, Eva Lee Wallberg és Daniel Lennard                     | 2023. október 9.    | 2023. október 11.  |
| 31. | 31. | The Prince and the Dreamy Ogr            | Az álmodozó ogár              | Christian Bøving-Andersen, Eva Lee Wallberg, Daniel Lennard és James McNicholas   | 2023. október 10.   | 2023. október 12.  |
| 32. | 32. | The Prince and the Dreamy Ogr            | Az álmodozó ogár              | Christian Bøving-Andersen, Eva Lee Wallberg, Daniel Lennard és James McNicholas   | 2023. október 11.   | 2023. október 12.  |
| 33. | 33. | The Prince and the Sassy Skaters         | A pimasz korcsolyázók         | Christian Bøving-Andersen, Eva Lee Wallberg és Daniel Lennard                     | 2024. január 8.     | 2024. február 12.  |
| 34. | 34. | The Prince and the Fraudy Lord           | A csaló uraság                | Christian Bøving-Andersen, Eva Lee Wallberg és Daniel Lennard                     |                     | 2024. február 12.  |
| 35. | 35. | The Prince and the Lonely Trollstress    | A magányos troll lányka       | Christian Bøving-Andersen, Eva Lee Wallberg és Daniel Lennard                     | 2023. december 25.  | 2024. február 13.  |
| 36. | 36. | The Prince and the Heroic Hooded Hermit  | A hősies, kámzsás remete      | Christian Bøving-Andersen, Eva Lee Wallberg és Daniel Lennard                     |                     | 2024. február 13.  |
| 37. | 37. | The Prince and the Foggy Bog Lady        | A ködös mocsárnő              | Christian Bøving-Andersen, Eva Lee Wallberg és Daniel Lennard                     |                     | 2024. február 14.  |
| 38. | 38. | The Prince and the Three Headed Knight   | A háromfejű lovag             | Christian Bøving-Andersen, Eva Lee Wallberg és Daniel Lennard                     |                     | 2024. február 14.  |
| 39. | 39. | The Prince and the Doomy Loom of Destiny | A sors végzetes szövőszéke    | Christian Bøving-Andersen, Eva Lee Wallberg és Daniel Lennard                     |                     | 2024. február 15.  |
| 40. | 40. | The Prince and the Scrawny Squire        | A girhes apród                | Christian Bøving-Andersen, Eva Lee Wallberg és Daniel Lennard                     |                     | 2024. február 15.  |